# Cabinet des Médailles

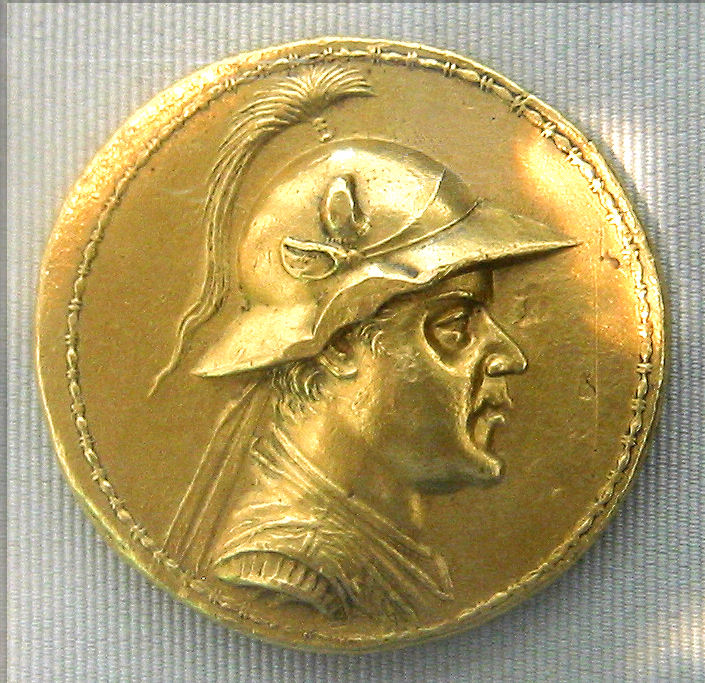
Moneda de oro de 20 estáteros de Eucratides I (175–150 a. C.), la moneda de oro más grande conocida que fue acuñada en la Antigüedad. La moneda pesa 169,2 gramos (5.44 peso troy), y tiene un diámetro de 58 milímetros (2,3 pulgadas). Se encontró originariamente en Bujará, y más tarde lo adquirió Napoleón III. Cabinet des Médailles, París.

El Cabinet des Médailles, más formalmente conocido como Département des Monnaies, Médailles et Antiques de la Bibliothèque nationale de France, es un departamento de la Bibliothèque nationale de France en París. Heredero del Cabinet des médailles des rois de France, es el museo francés más antiguo abierto al público, habiendo conservado, de alguna manera, su nombre original. 
El Cabinet des Médailles se encuentra en el edificio Richelieu-Louvois, el antiguo edificio principal de la biblioteca (n.º 58 de la Rue de Richelieu / n.º 5 de la rue Vivienne), en el II Distrito de París.
El Cabinet des Médailles es un museo que contiene colecciones importantes internacionalmente de monedas, gemas talladas, y antigüedades, con sus orígenes remotos en los tesoros de los reyes franceses de la Edad Media. Las perturbaciones de las guerras de religión inspiró a Carlos IX (1560-1574) para crear el cargo de un garde particulier des médailles et antiques du roi («Guardián especial de las medallas y antigüedades de la Corona»). Así la colección, que había sido aumentado y nunca de nuevo dispersado, pasó de ser su colección personal del rey para convertirse en una propiedad nacional – un bien national – como la colección real fue declarada durante la Revolución. Una etapa en este aspecto de su desarrollo fue el legado de la colección del arqueólogo pionero conde de Caylus, quien sabía que de esta manera sus antigüedades serían más accesibles a los eruditos. Otros coleccionistas le siguieron: cuando el duque de Luynes donó su colección de monedas griegas al Cabinet Impérial en 1862, estaba enriqueciendo lo que era más una colección nacional que simplemente una imperial. El Estado también hizo aportaciones al tesoro contenido en el Cabinet des Médailles: una adición notable, en 1846, fue el Tesoro de Gourdon de oro y principios del siglo VI.
El Cabinet – un término en francés que implica una habitación pequeña y privada para la conservación y exhibición de obras íntimas de arte y para conversaciones privadas, más que una pieza de mobiliario – asumió una forma estable bajo Enrique IV, quien nombró al experto Rascas de Bagarris garde particulier des médailles et antiques du roi, el «guardián particular de las medallas y antigüedades del rey».

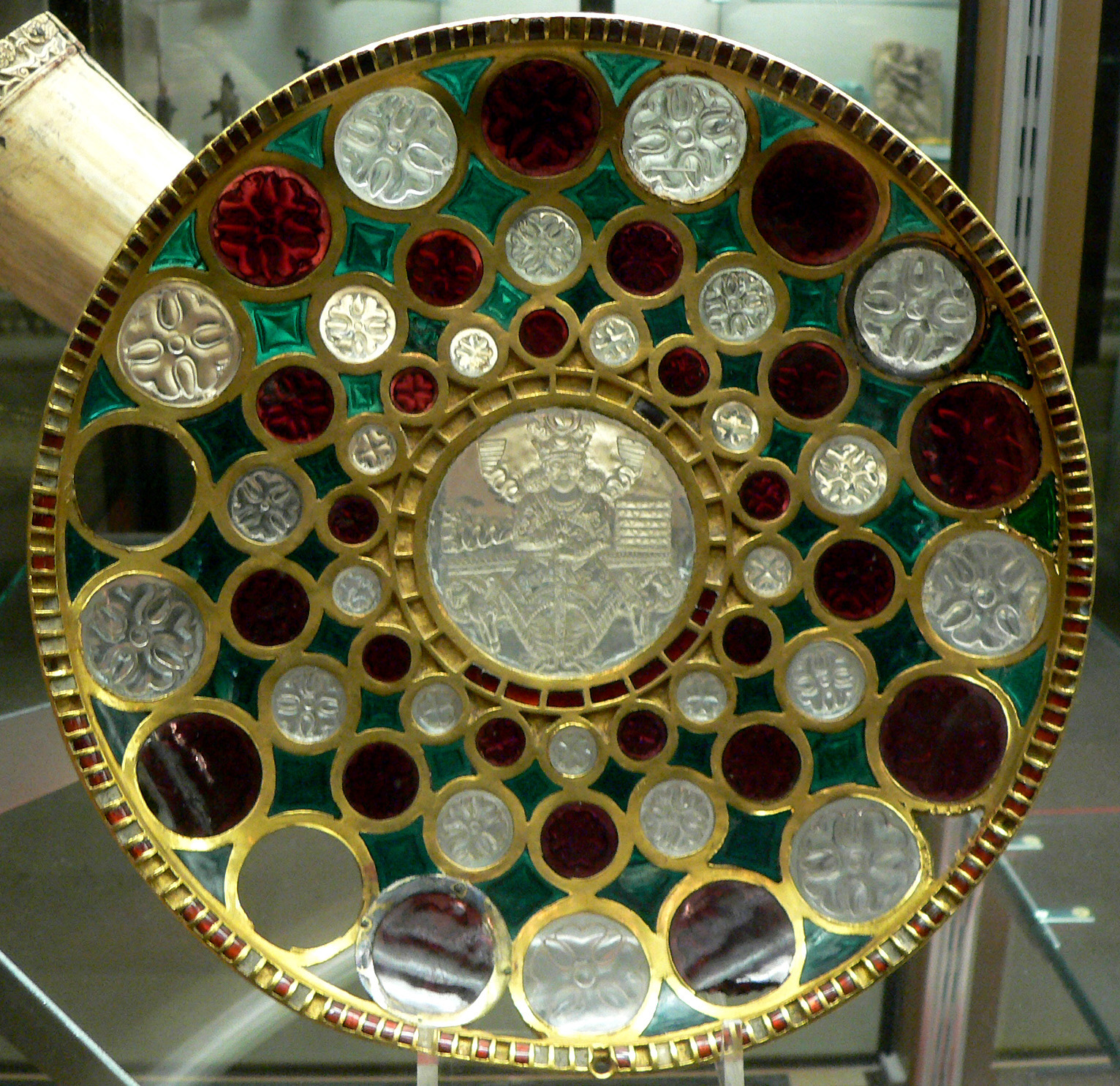
La sasánida «Copa de Cosroes», de Saint-Denis, donde fue atesorado como «La copa del rey Salomón».

Entre los anticuarios y los eruditos que habían tenido el cargo de Cabinet des Médailles, uno de los más sobresalientes fue Théophile Marion Dumersan, quien empezó trabajando allí en 1795 a los dieciséis años de edad, protegió la colección de la dispersión por los aliados después de la derrota de Napoleón, y publicó asumiendo el coste una historia de la colección y descripción, tal como recientemente se había reorganizado de acuerdo con principios históricos, en 1838
Se habían publicado catálogos anteriores impresos de partes de la colección. Pierre-Jean Mariette, urgido por el conde de Caylus, publicó una selección de piedras duras talladas reales como volumen II de su Traité des pierres gravées}.
Luis XIV de Francia, un experto comprador, reunió el cabinet de curiosités de su tío Gastón de Orleans y adquirió el de Hippolyte de Béthune, el sobrino del ministro de Enrique IV Sully. Para mantener las colecciones más cerca y a mano, se lo llevó de la antigua biblioteca real de París a Versalles.
Cuando el biznieto de Luis Luis XV alcanzó la mayoría, el Cabinet volvió a París en 1724, para ocupar su lugar actual en la biblioteca real que fue diseñado bajo la dirección de Jules-Robert de Cotte, el hijo del sucesor de Mansart en los Bâtiments du Roi. En el Cabinet des Médailles, el gabinete de medallas entregado en 1739 por el ébéniste du roi Antoine Gaudreau figura entre las más grandes piezas de mobiliario francés. Otros gabinetes de medallas fueron entregadas a Luis XIV por André-Charles Boulle. El cabinet también alberga aún sus pinturas por Boucher, Natoire y Van Loo.
El Cabinet des Médailles está considerado el museo más antiguo de Francia. Se encuentra en el antiguo edificio de la Bibliothèque Nationale, 58 rue Richelieu, París I, y puede visitarse gratis por las tardes (13:00-17:00), siete días a la semana.

## Colecciones
- Tesoro de Berthouville
- Copa de los Ptolomeos
- Gran camafeo de Francia
- Tesoro de Gourdon
- Consagración de Romanos y Eudoxia